# 松江经济技术开发区

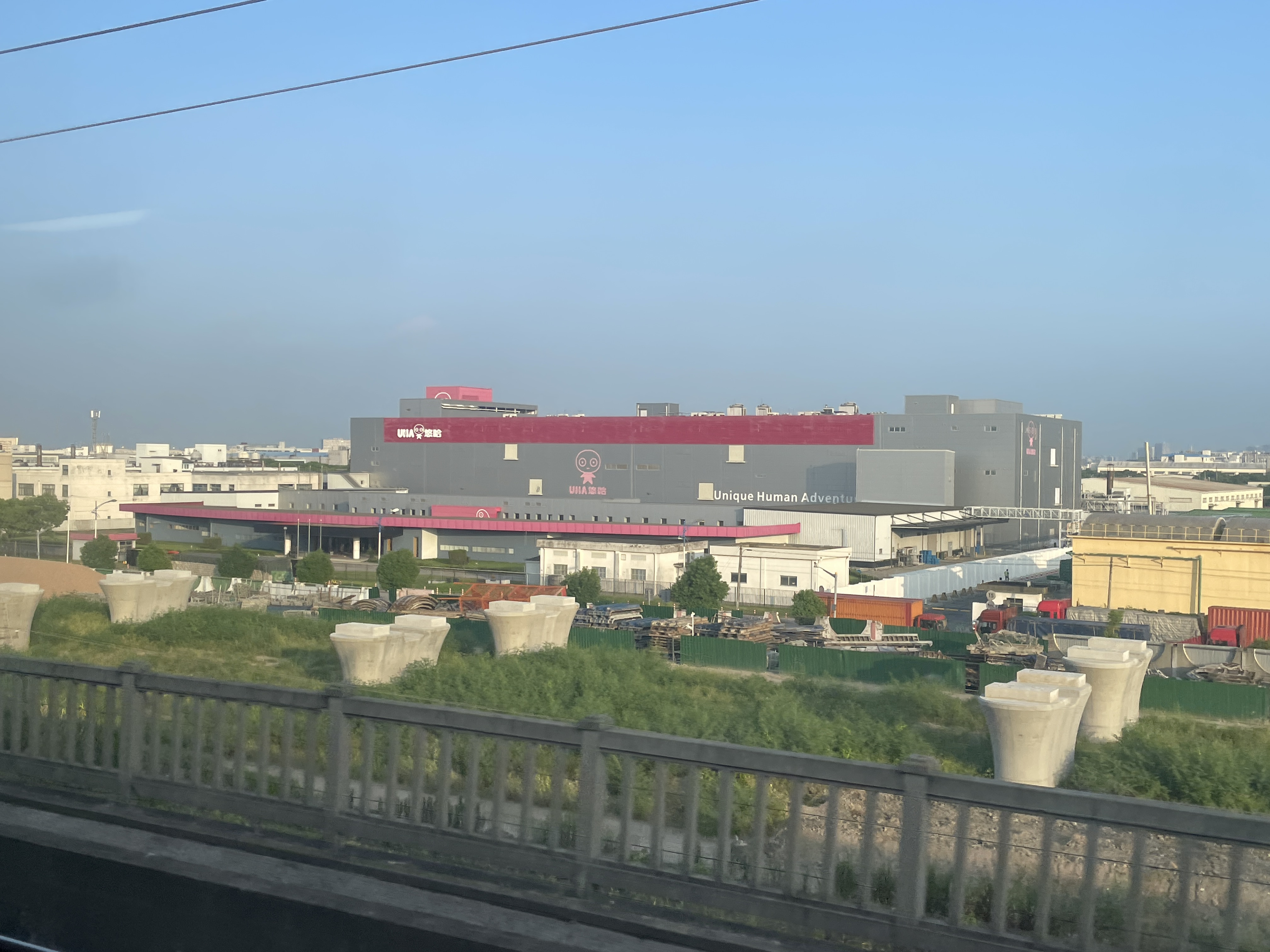
松江工业区的味覺糖工厂

国家级上海松江经济技术开发区是中華人民共和國上海市松江區沪杭高速公路南侧的一個企業園區以及國家級經濟技術開發區，園區內分為松江工业区、新桥分区、车墩分区、松江科技园区、国际中小企业城和石湖荡分区等區域。

## 歷史
1992年5月當局开始编制松江工业区发展规划，同年7月底基础设施开始建设，先期計劃建成5.75平方公里的園區。2000年4月、2003年3月分別成立松江出口加工区A区及B区。2013年7月10日，松江工業區升級為松江经济技术开发区。2018年9月，松江出口加工区获批為综合保税区。

## 外部連結
- 官方网站